# پرچم کالیفرنیا
پرچم خرس پرچم رسمی ایالت کالیفرنیاست. این پرچم اولین بار در سال ۱۸۴۶ در هنگام شورش ۲۶ روزه علیه مکزیک برافراشته شد.

## رنگ‌ها
در سال ۱۹۵۳ فام‌های دقیق پرچم کالیفرنیا با مجموع پنج رنگ (شامل رنگ سفید زمینه) بر اساس ویراست نهم کارت رنگ استاندارد آمریکا (که اکنون با نام مرجع رنگ استاندارد آمریکا شناخته می‌شود) تعیین شد.
| رنگ        | در مرجع رنگ استاندارد آمریکا | در رنگ‌های پانتون | در رنگ‌های وب | مقدار RGB     |
| ---------- | ---------------------------- | ---------------- | ------------ | ------------- |
| سفید       | ۷۵۰۰۱                        | Safe             | #FFFFFF      | (۲۵۵٬۲۵۵٬۲۵۵) |
| عنابی      | ۷۰۱۸۰                        | ۲۰۰              | #9E1A36      | (۱۵۸٬۲۶٬۵۴)   |
| خاکی       | ۷۰۱۲۹                        | 729C             | #B08A61      | (۱۷۶٬۱۳۸٬۹۷)  |
| قهوه‌ای سیر | ۷۰۱۰۸                        | 462C             | #54472E      | (۸۴٬۷۱٬۴۶)    |
| سبز        | ۷۰۱۶۸                        | ۳۴۸              | #368547      | (۵۴٬۱۳۳٬۷۱)   |

## تاریخ

### پرچم تک‌ستاره کالیفرنیا

پرچم تک‌ستاره کالیفرنیا، ۱۸۳۶

در سال ۱۸۳۶، خوان آلواردو و آیزاک گراهام رهبران شورشی بودند که علیه قوانین مکزیکی حاکم بر کالیفرنیا شکل گرفت. شورشیان مونترری را تسخیر کردند و کالیفرنیا را «کشوری آزاد و مستقل» نامیدند. اگرچه این شورش به نتیجه نرسید و استقلال کالیفرنیا محقق نشد، پرچم آن الهام‌بخش پرچم خرس کالیفرنیا شد. پرچم تک‌ستاره کالیفرنیا شامل یک ستاره سرخ بر پس‌زمینه سفید است.

### پرچم خرس اولیه

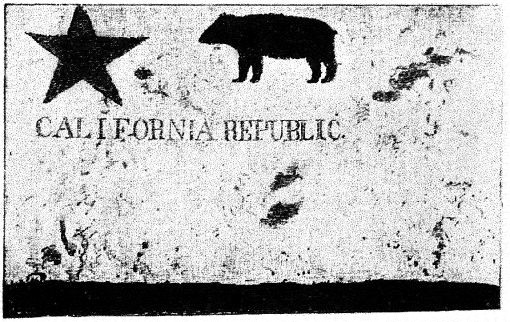
پرچم خرس اولیه، عکاسی شده در ۱۸۹۰

بازسازی دیجیتالی پرچم خرس اولیه

پرچم خرس گریزلی اولیه برای نخستین بار در سونوما، کالیفرنیا، در روزی بین چهاردهم تا هفدهم ماه ژوئن سال ۱۸۴۶، به دست کسانی که بعدها به Bear Flaggers مشهور شدند (از جمله ویلیام بی. آید) برافراشته شد. تاریخ دقیق پیدایش این پرچم روشن نیست. اگرچه ستوان نیروی دریایی آمریکا، جان موریسون، ۱۷ ژوئن ۱۸۴۶ را روز برافراشته شدن این پرچم می‌داند. کالیفرنیا از زمان استقلال مکزیک در سال ۱۸۲۱، بخشی از مکزیک به حساب می‌آمد و سال‌ها پیش از آن زیر سلطهٔ اسپانیا بود.
ویلییام ال. تاد، برادرزادهٔ مری تاد لینکلن - همسر آبراهام لینکلن طراح این پرچم بود. بر اساس کتاب پرچم‌ها بر فراز کالیفرنیا، که بخش نظامی کالیفرنیا منتشر کرده‌است، ستارهٔ روی پرچم از پرچم تک‌ستارهٔ کالیفرنیا (۱۸۳۶) الهام گرفته شده بود. ویلیام تاد در نامه‌ای به لس‌آنجلس اکسپرس در ۱۸۷۸ می‌نویسد این ستاره را برای به رسمیت شناختن پرچم تک‌ستاره با آب توت سیاه کشیده بود. خرس نمادی از قدرت و پایداری و تسلیم ناپذیری کالیفرنیاست.

### جنگ داخلی
در طول بحران تجزیه‌طلبی و در اوایل جنگ داخلی آمریکا در ۱۸۶۱، جدایی‌طلبان شهرستان لس‌آنجلس و سن برناردینو پرچم خرس را به عنوان پرچم شورش خود برافراشتند.

بازسازی دیجیتالی پرچم گیلیس

تنها باری که در زمان جنگ داخلی پرچم ایالات مؤتلفه آمریکا در کالیفرنیا مورد استفاده قرار گرفت و ضبط شد، در روز ۴ ژوئیهٔ ۱۸۶۱ در ساکرامنتو بود. در روز جشن استقلال آمریکا جی.پی. گیلیس، از جدایی‌طلبان مشهور، استقلال ایالات متحده آمریکا از بریتانیا و استقلال ایالت‌های جنوبی را با پرچمی که خودش طراحی کرده بود جشن گرفت. او در میان تشویق و استهزا تماشاگران با این پرچم در خیابان‌ها راهپیمایی کرد. تا این که جک بیدرمن و کورتیس کلارک که از این اقدام گیلیس خشمگین بودند، پرچم را از او گرفتند. این پرچم بر اساس پرچم اولیهٔ کنفدراسیون جنوب طراحی شده بود، اما به جای ۷ ستاره ۱۷ ستاره داشت. از آنجا که بیدرمن پرچم را ضبط کرد، از این پرچم با نام «پرچم بیدرمن» هم یاد می‌شود.

## پرچم فرمانداری کالیفرنیا

پرچم فرمانداری کالیفرنیا

پرچم فرمانداری کالیفرنیا شامل نشان کالیفرنیا در مرکز و بر روی زمینهٔ لاجوردی است. مانند پرچم بسیاری از فرمانداری‌های ایالات متحده، چهار ستارهٔ پنج پر در گوشه‌ها دیده می‌شود.